# Claude Niépce

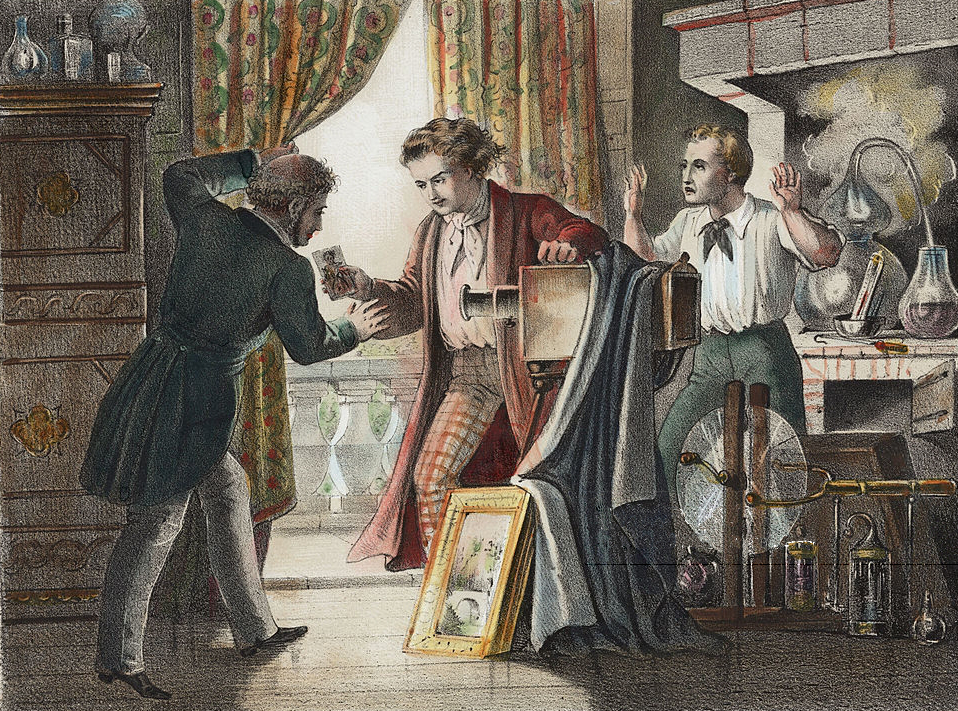
Chromolithografie mit Louis Jacques Mande Daguerre und Claude Félix Abel Niépce.

Claude Félix Abel Niépce (1764–1828) war ein französischer Erfinder und der ältere Bruder von Joseph Niépce. Er wird gemeinsam mit diesem als Erfinder der Heliografie, der ersten fotografischen Technik, gesehen. Claude Niépce reiste nach England, um einen Sponsor für einen Verbrennungsmotor zu finden, und starb dort. Da die ersten großen Erfolge der Heliografie erst nach seinem Tod stattfanden, wurde seine historische Rolle von seinem Bruder in den Hintergrund gedrängt.